# Skarżysko Kościelne (gemeente)
De gemeente Skarżysko Kościelne ((uitspraakⓘ)) is een landgemeente in het Poolse woiwodschap Święty Krzyż, in powiat Skarżyski.
De zetel van de gemeente is in Skarżysko Kościelne.
Op 30 juni 2004 telde de gemeente 6198 inwoners.

## Demografie
Stand op 30 juni 2004:
| Omschrijving                   | Totaal | Totaal | Vrouwen | Vrouwen | Mannen | Mannen |
| ------------------------------ | ------ | ------ | ------- | ------- | ------ | ------ |
| eenheid                        | aantal | %      | aantal  | %       | aantal | %      |
| inwoners                       | 6198   | 100    | 3161    | 51      | 3037   | 49     |
| bevolkingsdichtheid (inw./km²) | 171,3  | 171,3  | 87,4    | 87,4    | 83,9   | 83,9   |

In 2002 bedroeg het gemiddelde inkomen per inwoner 1288,63 zł.

## Administratieve plaatsen (sołectwo)
Skarżysko Kościelne I, II, Kierz Niedźwiedzi, Grzybowa Góra, Lipowe Pole Skarbowe, Lipowe Pole Plebańskie, Majków, Michałów, Świerczek

## Aangrenzende gemeenten
Mirów, Mirzec, Skarżysko-Kamienna, Szydłowiec, Wąchock
- Library of Congress Control Number: n2012056098
- Virtual International Authority File: 253430725